# Переулок Кузьмы Скрябина
Переулок Кузьмы Скрябина (укр. провулок Кузьми Скрябіна) — переулок в Подольском районе города Киева, местности Ветряные горы, посёлок Шевченко. Пролегает от улицы Красицкого до Краснопольской улицы.
Примыкают улицы Гамалиевская (Александра Бестужева), Байды-Вишневецкого (Осиповского), Ивана Ижакевича.

## История
Возник в начале XX века, имел название переулок Ивана Стешенко — в честь украинского общественного и политического деятеля И. М. Стешенко. В 1955 году переулок Ивана Стешенко переименован на переулок Бестужева — в честь русского писателя и декабриста Александра Бестужева. С 1974 года название было уточнённое — переулок Александра Бестужева.
В процессе дерусификации городских объектов, 28 октября 2022 года переулок получил современное название — в честь украинского певца, Героя Украины Кузьмы Скрябина.

## Застройка
Переулок пролегает в юго-западном направлении. Застройка улицы на участке между улицами Красицкого и Осиповского жилая — частный сектор, на участке между улицами Краснопольской и Осиповского — многоэтажные дома.
У дома № 4 растёт столетний дуб Гунали — ботанический памятник природы местного значения.